# Micracanthorhynchina lateolabracis
Micracanthorhynchina lateolabracis är en hakmaskart som beskrevs av Wang 1980. Micracanthorhynchina lateolabracis ingår i släktet Micracanthorhynchina och familjen Rhadinorhynchidae. Inga underarter finns listade i Catalogue of Life.